# Parikiá
Parikiá (en grec moderne : Παροικιά) ou Paros est la capitale et le port principal de l'île de Paros.
La ville abrite le musée archéologique et le musée byzantin de l'île, ainsi que la basilique de la Panaghia Katapoliani.

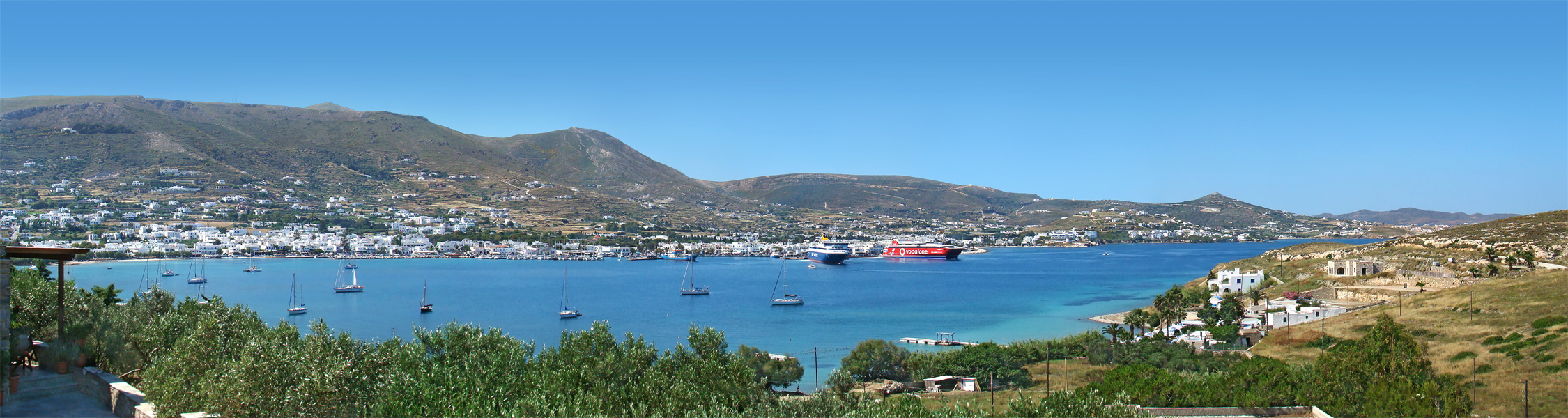
Vue panoramique de Parikiá et son port.

## Administration
La communauté municipale dont elle est le siège comprend seize autres localités (dont Kakápetra et Sotíres), un monastère et un îlot inhabité. Elle compte 6204 habitants.